# Dweilorkest

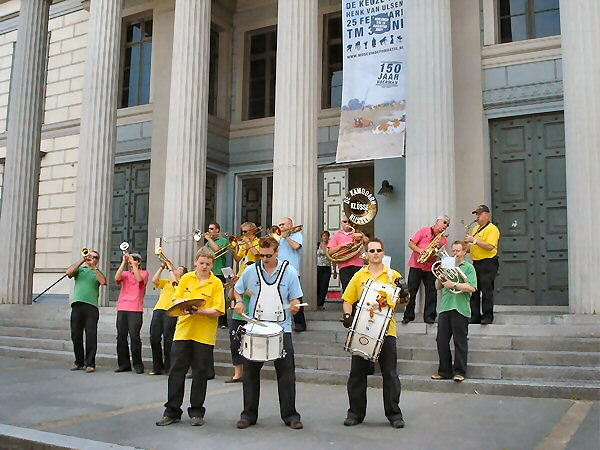
Dweilorkest de Kamgoarn Klösse

Een dweilorkest of dweilband is een muziekkapel bestaande uit blazers en slagwerkers. De muziek die gespeeld wordt is vaak carnavalesk, maar in ieder geval feestelijk. Ook wordt er door het uitdunnen van de landelijke carnavalhits, steeds vaker gegrepen naar arrangementen van bekende wereldhits.

## Oorsprong naam
Het woord 'dweil' in dweilorkesten komt van de term 'dweilen', in de zin van 'doelloos, dan wel dronken, op straat rondzwerven'. In Brabant, en in mindere mate Limburg, is (of vaker, was) het gebruikelijk om tijdens carnaval van café naar café te 'dweilen', dit gebeurde onder begeleiding van kleine carnavalskapellen die voor de muziek zorgden. Zo ontstonden al snel de termen 'dweilband' en 'dweilorkest'.
Een foutieve verklaring van de naam 'dweilorkest' is dat die betrekking zou hebben op de dweilpauzes tijdens schaatswedstrijden, waarin de ijsbaan door een dweilmachine wordt verzorgd, en waarin vaak een muziekkapel het publiek bezighoudt. Dit is een voorbeeld van volksetymologie.

### Overige benamingen
- Blaaskapel
- Boerenkapel
- Feestorkest
- Hofkapel (bij een carnavalsvereniging)
- Prinsekapel (bij een carnavalsvereniging)
- Joekskapel (voornamelijk in Noord-Limburg)

- Looporkest
- Sjpaskapel
- Mobiel swingorkest
- Plezierkapel
- Pretband
- Zaate Hermenie (Limburg)
- Zeulband (Roosendaal / Tullepetaonestad)

## Geschiedenis

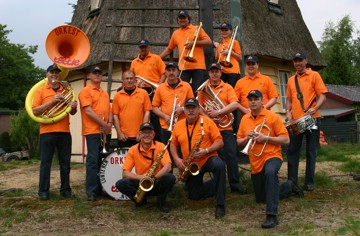
Dweilorkest Toetie

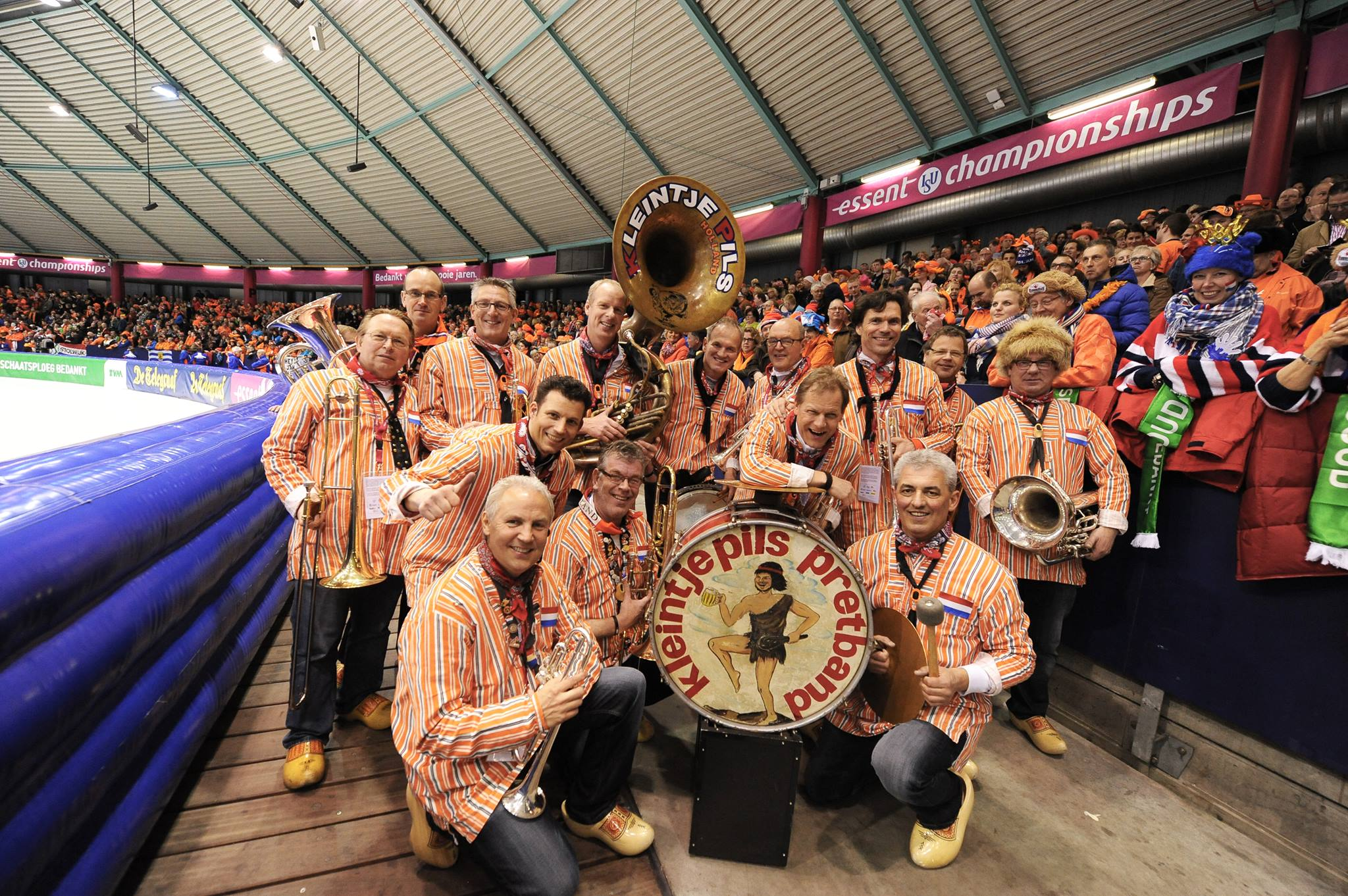
Kleintje Pils WK All round Thialf

De oorsprong van het dweilorkest is nauw verbonden aan die van harmonieën en fanfares. Vaak bestonden de dweilbandjes uit leden van een dergelijke plaatselijke muziekvereniging, en trad men enkel met carnaval op. Een van de vele benamingen voor een dweilorkest is dan ook "zatte harmonie". Deze naam wordt onder andere gebruikt in Limburg. Daar worden dweilorkesten Zaate Hermeniekes genoemd. Zaate Hermenieke is Limburgs voor zatte harmonie.
Ook vandaag de dag zijn nog zeer veel leden van dweilorkesten lid, of lid geweest, van een dergelijk muziekensemble. Met de vroegere gewoonte om enkel met carnaval op te treden, werd echter medio jaren zeventig veelal gebroken, en in het Noorden van Nederland, waar carnaval traditioneel niet gevierd wordt, zijn er "dweilorkesten" die tijdens het carnavalsfeest niet optreden.

## Bezetting
Een dweilorkest kent, in tegenstelling tot bijvoorbeeld een fanfare, brassband of harmonieorkest, geen voorgeschreven (ideale) bezetting. Sommige instrumenten, zoals trompetten, slagwerk en trombones zijn echter aanwezig in vrijwel elk orkest. Wanneer er in een dweilorkest daarnaast instrumenten zitten als dwarsfluiten, bariton, sousafoon, saxofoon (zowel alt als tenor) en klarinet, noemt men dit vaak een Pretband.

## Festivals
In Nederland worden ook allerlei festivals voor en door dweilorkesten gehouden (zogenaamde dweildagen of dweilbandfestivals) waarvan de Bemmelse Dweildag in Bemmel (Gelderland) de grootste is. In Limburg kent men het LKZH, een wedstrijd voor dweilorkesten. Boven de rivieren vindt bij dit soort festivals vaak een jurering plaats op basis van van tevoren vastgelegde criteria. In het oorspronkelijke ontstaansgebied, Noord-Brabant en Limburg, is dit ongebruikelijk en ligt de nadruk in de eerste plaats op gezelligheid en daarna pas (wanneer überhaupt het geval) op enige wedstrijdelement. Dit kan als enigszins opmerkelijk worden beschouwd omdat binnen de zuidelijke harmonie- en fanfarecultuur er regelmatig wel degelijk sprake is van onderlinge rivaliteit.

## Aantal orkesten/statistiek
De Nederlandse Plezierkapellen Site telde in juli 2007 een totaal van 1517 dweilorkesten, wat een gemiddelde van 126 dweilorkesten per provincie geeft. Noord-Brabant heeft bij verre de meeste orkesten, 814, op ruime afstand gevolgd door Limburg, met 236 bands. De provincie met de minste dweilorkesten is Flevoland, met één enkel orkest.
| Provincie     | Friesland | Groningen | Drenthe | Overijssel | Gelderland | Noord-Holland | Zuid-Holland | Flevoland | Utrecht   | Noord-Brabant | Limburg   | Zeeland |
| ------------- | --------- | --------- | ------- | ---------- | ---------- | ------------- | ------------ | --------- | --------- | ------------- | --------- | ------- |
| Inwoners      | 643.000   | 574.000   | 482.000 | 1.106.000  | 1.967.000  | 2.587.000     | 3.452.000    | 360.000   | 1.162.000 | 2.407.000     | 1.139.000 | 379.000 |
| Dweilorkesten | 13        | 10        | 94      | 96         | 127        | 45            | 96           | 1         | 39        | 814           | 236       | 33      |

## Trivia
Uit een serie polls/onderzoeken van de Nederlandse Plezierkapellen Site naar het imago van bepaalde instrumentgroepen in dweilorkesten kwam onder meer het volgende naar voren:
- In veel gevallen is de muzikaal leider een trompettist, gevolgd door saxofonisten en trombonisten.
- Veel orkesten zien hun bassist en grote trom als het gezicht van het orkest, op de voet gevolgd door het slagwerk in het algemeen.
- De trombone wordt als het dweilinstrument bij uitstek gezien, gevolgd door de trompet.
- Meer mannen dan vrouwen spelen in dweilorkesten.
- Vrijwel alle bassisten en trombonisten zijn mannen, de meeste houtblazers zijn vrouw, het koperinstrument waar relatief de meeste vrouwen op spelen is de bariton/eufonium, gevolgd door de trompet.

## Bekende dweilorkesten
- Dweilorkest De Menaemer Feintsjes uit Menaldum
- De Útlopers uit Sneek
- Alarmfase 3 uit Bemmel
- Blauhúster Dakkapel uit Sneek
- Deurdweilers uit Angeren
- Kleintje Pils uit Sassenheim